# Turn Down for What
Turn Down for What è un singolo realizzato in collaborazione dal DJ francese DJ Snake e dal rapper statunitense Lil Jon, pubblicato nel 2013.

## Tracce
- Download digitale

1. Turn Down for What – 3:33

## Classifiche
| Classifica (2014) | Posizione raggiunta |
| ----------------- | ------------------- |
| Australia         | 13                  |
| Canada            | 11                  |
| Regno Unito       | 23                  |
| Stati Uniti       | 4                   |